# Where Have All the Flowers Gone
Where Have All the Flowers Gone ist ein Antikriegslied, das 1955 von dem 
US-amerikanischen Singer-Songwriter Pete Seeger geschrieben wurde. Der Folksong wurde von Max Colpet unter dem Titel Sag mir, wo die Blumen sind ins Deutsche übertragen und in der 1962 veröffentlichten Version von Marlene Dietrich international populär.

## Entstehung

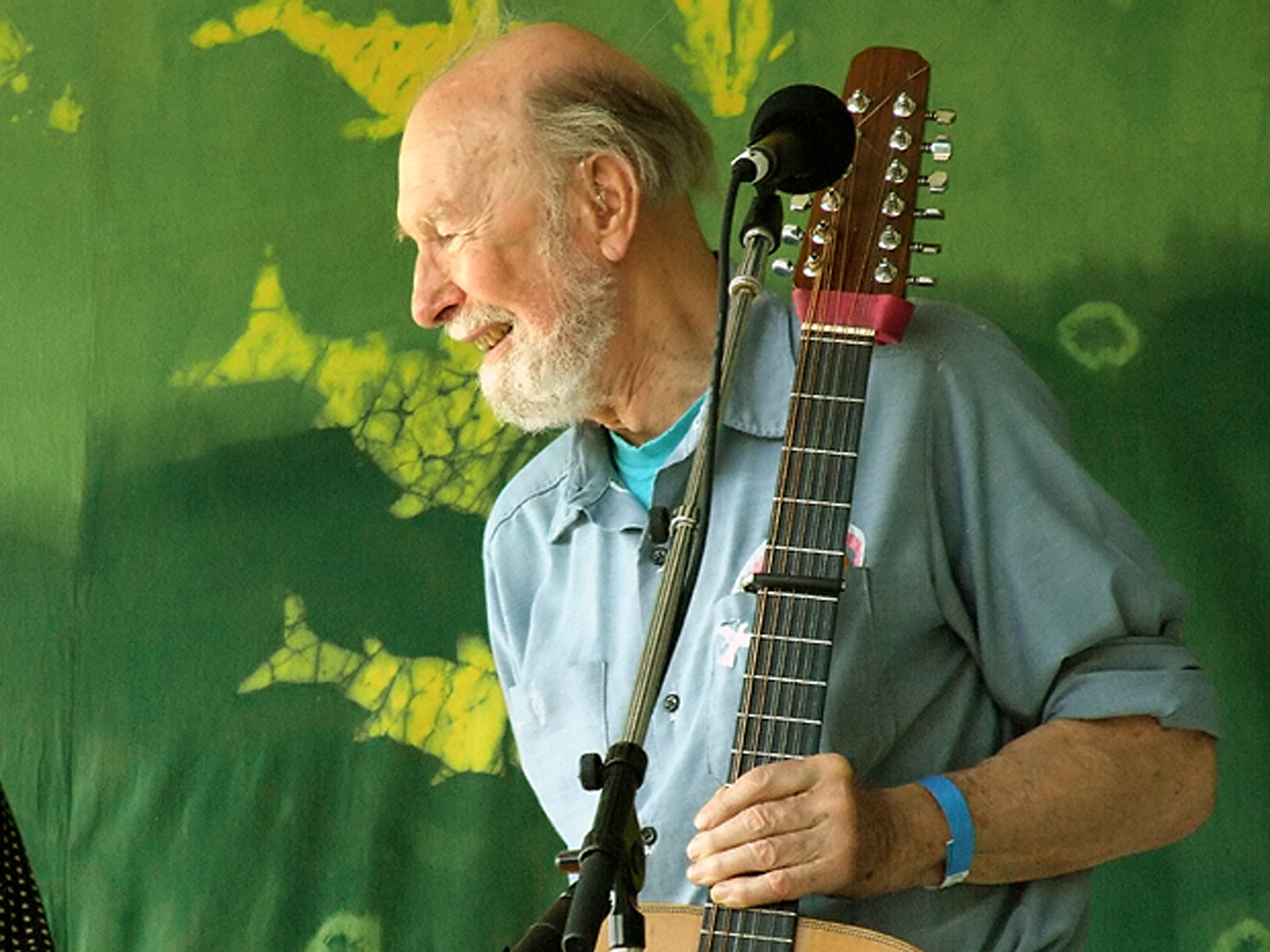
Pete Seeger, Autor und Komponist von „Where Have All the Flowers Gone?“.

Pete Seeger schrieb das Lied im Oktober 1955. Er gab an, die Grundidee dem Donkosaken-Lied Koloda Duda entlehnt zu haben, von dem er drei Verse als Zitat in dem Roman Der stille Don von Michail Scholochow entdeckt hatte:
| А где ж гуси? В камыш ушли. А где ж камыш? Девки выжали. А где ж девки? Девки замуж ушли. А где ж казаки? На войну пошли … | Und wo sind die Gänse? Sie liefen ins Schilf. Und wo ist das Schilf hin? Von Mädchen gemäht. Und wo sind die Mädchen? Verheiratet längst! Und wo die Kosaken? Sind fort in den Krieg! | Where are the geese? They ran into the reeds. Where have the reeds gone? Gathered by the girls Where are the girls? They've all taken husbands. Where are the men? They have gone off to war. |

Ähnlichkeiten mit dem Volkslied Zogen einst fünf wilde Schwäne – dessen deutschen Text Karl Plenzat 1918 veröffentlicht hatte – sind auffällig, auch hier wird die Botschaft über die Assoziationskette „Natur – Brautkranz – Mann im Krieg“ transportiert. Die Frage „Wo sind sie?“ als Stilmittel zur Verdeutlichung von Vergänglichkeit hat eine lange literarische Tradition, etwa im Ubi-sunt-Motiv der mittelalterlichen Dichtung.
Die Grundidee zur Melodie entstammt laut Seeger dem amerikanischen Folksong Drill Ye Tarriers Drill, der 1888 von Thomas F. Casey verfasst wurde. Der Text hat die Form eines Kettenliedes: Jede Strophe beginnt mit dem Schlussgedanken der vorangehenden Strophe. Der Endgedanke der letzten führt zum Anfangsgedanken der ersten Strophe zurück. Diese Form veranschaulicht einen in sich schlüssigen Gedankenkreis, in diesem Lied die anscheinend ewige Wiederkehr von Krieg zu Krieg. In jeder Strophe fragt der Kehrreim, wann endlich die Menschheit aus den Fehlern früherer Generationen lernen werde.
Im Mai 1960 schrieb Joe Hickerson in Bloomington (Indiana) zwei weitere Strophen. Ende 1960 begannen Peter, Paul and Mary, alle sechs Strophen zu singen. Bekannt wurde diese Fassung Ende 1961 durch eine Aufnahme des Kingston Trio. Die Musikgruppe spielte das Lied ohne Autorenangabe ein, weil sie es irrtümlich für ein Volkslied gehalten hatte. Ein Telefonanruf von Pete Seeger klärte das Missverständnis auf. Im April 1962 wurde die Seeger/Hickerson-Fassung von Peter, Paul and Mary aufgenommen. Zu ihren bekanntesten englischsprachigen Interpreten gehört Joan Baez. Weitere Einspielungen stammen u. a. von Chris de Burgh und Annie Lennox.

## Liedtext
| Where have all the flowers gone Long time passing? Where have all the flowers gone Long time ago? Where have all the flowers gone Young girls picked them everyone. When will they ever learn? | Sag mir, wo die Blumen sind. Wo sind sie geblieben? Sag mir, wo die Blumen sind. Was ist geschehn? Sag mir, wo die Blumen sind. Mädchen pflückten sie geschwind. Wann wird man je verstehn? |

(Auszug, 1. Strophe)
Der deutsche Text stammt von dem Liedtexter Max Colpet. Als Vorlage diente ihm neben Seegers/Hickersons Originaltext das Gedicht Nach einem alten Lied (Sagt wo sind die Veilchen hin) von Johann Georg Jacobi aus dem Jahr 1782. Die deutsche Version wurde erstmals 1962 von Marlene Dietrich aufgeführt, die das Lied auch auf Englisch und Französisch sang und zum Welterfolg des Titels beitrug.
Weitere bekannte Interpreten waren unter anderem Lolita, Hildegard Knef, Nana Mouskouri, Vicky Leandros, Freddy Quinn, Juliane Werding, Udo Lindenberg, Hannes Wader, Katja Ebstein, Joan Baez und die Rockband City. Pete Seeger erwähnte in einem Interview, dass der deutsche Text beeindruckender klinge als sein Originaltext und sich auch besser singen lasse.

## Weitere Interpretationen und Verwendungen
- Wolf Maahn veröffentlichte im Februar 1982 seine Debütsingle als Solokünstler mit einer stark elektronisierten Version von Sag mir, wo die Blumen sind.[4]
- Zu Beginn des Kroatienkrieges veröffentlichte die Band Zlatni dukati (heute Najbolji hrvatski tamburaši) 1991 eine kroatischsprachige Tamburica-Fassung unter dem Titel Iznad polja makova (Über dem Mohnfeld).[5]
- Friedrich Kurz verfasste 1993 unter dem Titel Sag mir, wo die Blumen sind ein Musical über das Leben von Marlene Dietrich.
- Die zweifache Olympiasiegerin Katarina Witt lief bei den Olympischen Winterspielen 1994 ihre Kür zu einer von Rainer Oleak und Kurt Masur neu arrangierten Instrumentalversion. Pete Seeger gab dazu telefonisch seine Zustimmung.[6]
- Reinhard Mey sang das Lied Sag mir wo die Blumen sind auf Französisch: Que sont devenues les fleurs.
- Die deutsche Punkband A.C.K. veröffentlichte das Lied mit einem geänderten Text unter dem Titel Sag’ mir wo die Biere sind.
- Das Musikprojekt 1,000 Days, 1,000 Songs veröffentlichte den Titel im Februar 2017 auf seiner Website als Protest gegen die Politik von US-Präsident Donald Trump.[7]
- Das Lied wurde ebenfalls von Renata Litvinovna in ihrem pazifistischen Kurzfilm ½When Will You Ever Learn? interpretiert, der im Juni 2022 in Paris während der russischen Invasion in der Ukraine gedreht wurde.[8]
- Der in der Endphase des 2. Weltkriegs angesiedelte Film Blood & Gold aus dem Jahr 2023 endet mit dem Lied.
- Des Weiteren wurde das Lied von Aljoscha Schneider und Pomme bei der 50. César-Verleihung im Februar 2025 gesungen.